# Edward Schroeder
Edward Julius Schroeder (Chicago, 20 januari 1911 – Tucson, 1 december 2005) was een Amerikaans langebaanschaatser.

## Loopbaan
Edward Schroeder nam tweemaal deel aan de Olympische Winterspelen (in 1932 en 1936). Zowel op de OS van 1932 in Lake Placid als op de OS van 1936 in Garmisch-Partenkirchen was de 8e plaats op de 10.000 meter zijn beste prestatie.
Bij de WK Allround was Schroeder succesvoller. Aan de vooravond van de Winterspelen in Duitsland veroverde de Amerikaan de bronzen medaille in het eindklassement van het WK Allround van 1936 op de ijsbaan van Davos. Dit was de derde medaille bij de wereldkampioenschappen die niet naar een Europeaan ging, zijn landgenoot Joe Donoghue won de eerste middels zijn wereldtitel in 1891 en de Canadees Jack McCulloch won de tweede door het behalen van de wereldtitel in 1897.
Schroeder nam in 1936 ook deel aan het Europees kampioenschap dat op de Frognerijsbaan in Oslo plaatsvond, samen met vier landgenoten, zes Japanners en vijftien deelnemers uit Nederland, Noorwegen en Oostenrijk. In die tijd stond het Europees kampioenschap nog open voor alle bij de ISU aangesloten landen.

## Resultaten
| Jaar | EK Allround | WK Allround | Olympische Spelen              |
| ---- | ----------- | ----------- | ------------------------------ |
| 1932 |             | 6e          | 8e 10.000m                     |
| 1933 |             | 4e          |                                |
| 1934 |             |             |                                |
| 1935 |             |             |                                |
| 1936 | 7e          | Brons       | 13e 1500m 15e 5000m 8e 10.000m |

### Medaillespiegel
| Kampioenschap | Goud · | Zilver · | Brons · |
| ------------- | ------ | -------- | ------- |
| WK Allround   | 0      | 0        | 1       |